# 南西インド洋海嶺

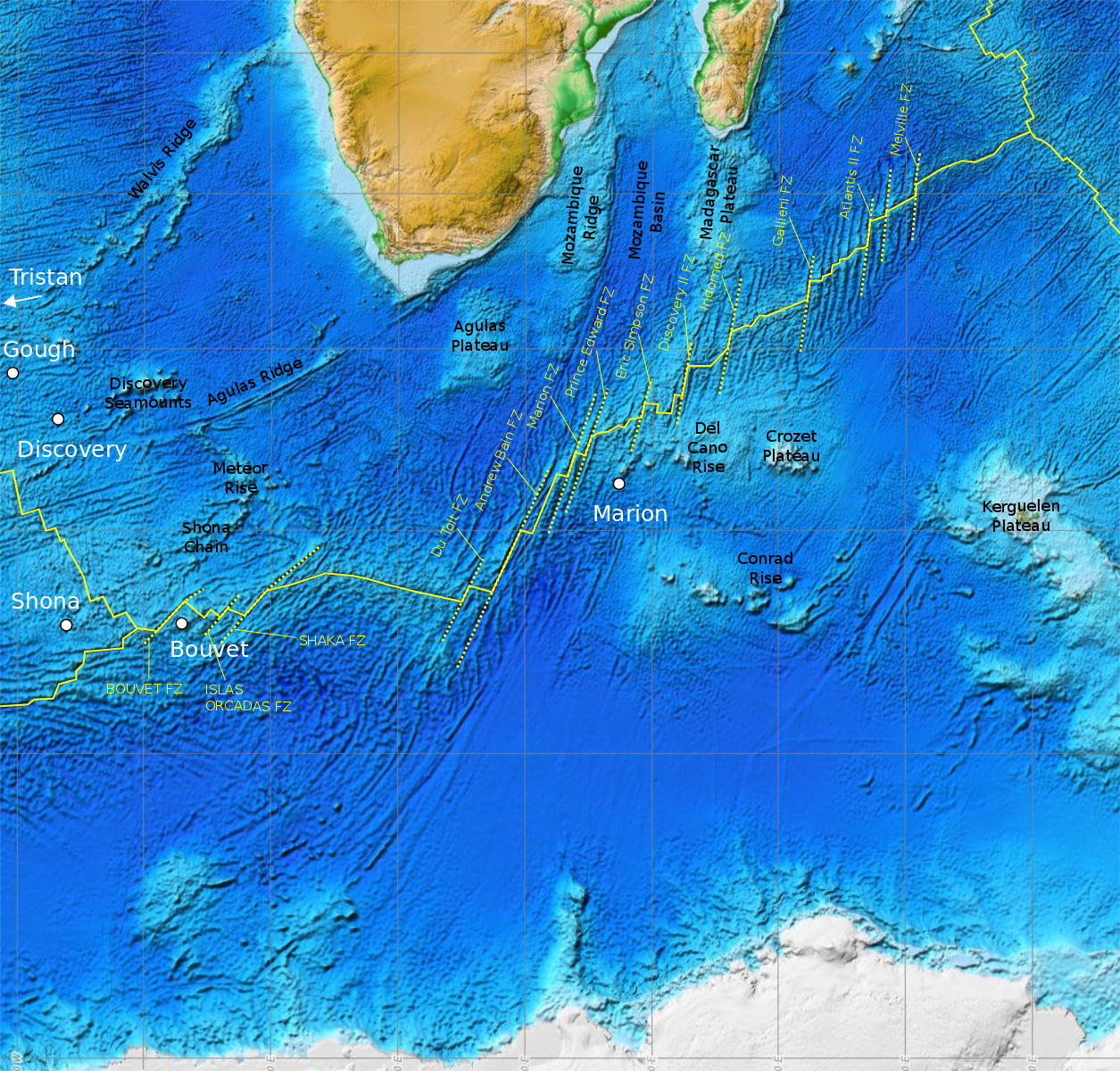
南西インド洋海嶺

南西インド洋海嶺（なんせいインドようかいれい、英: Southwest Indian Ridge）はインド洋南部に位置する海嶺。インド洋南部のロドリゲス三重点から南西に伸び、アフリカ大陸の南方を経て大西洋南部に連なる。大西洋南部のブーベ三重点で大西洋中央海嶺及び南アメリカ南極海嶺と繋がる。アフリカプレートと南極プレートの発散境界にあたる。